# Abies milleri
Abies milleri — вимерлий вид ялиці, відомий за викопними рештками, знайденими в відкладеннях раннього еоцену іпреської стадії (≈ 49.5 млн років тому) у штаті Вашингтон, США, є найстарішим підтвердженим записом для роду ялиці.

## Опис
Луска шишок має розміри до 32 на 20 міліметрів і в 1.25–2 рази більше за ширину, має, як правило, трикутну або клиноподібну форму з дистальним краєм, поверненим догори, і ніжкою на половині довжини луски. Насіння крила мають розміри до 27 на 14 міліметрів. Вузьке оберненояйцювате насіння зазвичай має розміри 12 на 4 міліметри. Хвоя A. milleri досягає в довжину до 38 міліметрів, але має ширину біля основи всього 1 міліметр.